# Ниточкин, Сергей Александрович
Серге́й Алекса́ндрович Ни́точкин (род. 10 марта 1941, Москва) — российский издатель и библиофил.

## Биография
Родился в семье специалиста по холодильным установкам Александра Ефимовича Ниточкина и геофизика Гедды Яковлевны Суриц (1909—1984). Дед - российский дипломат Яков Суриц. Сестра - переводчик   Елена Суриц. 
Племянник писателя А. И. Шарова. 
Окончил исторический факультет Московского государственного педагогического института имени Ленина. Печатался в газетах «Советская Россия», «Труд», «Московский Комсомолец», работал на телевидении. Был членом Союза Журналистов СССР. С 1977 года работал товароведом в букинистическом магазине.
В 1988 году открыл первый в СССР частный букинистический магазин «Раритет». В 1990 году организовал издательство «Раритет-537», в котором коллекционным тиражом в 537 экземпляров выпустил ряд книг выдающихся современных поэтов в оригинальном оформлении известных художников, как отмечал Вячеслав Курицын, «у книг этой серии два равноправных автора — поэт и художник. <…> Пятьсот тридцать семь — тираж. Раритет — жанр. Дефиска между „Раритет“ и „537“ — тень полёта». В серии вышли следующие издания:
- Геннадий Айги, Игорь Вулох. Свечи во мгле и несколько песенок (1991)
- Генрих Сапгир, Лев Кропивницкий. Пушкин, Буфарёв и другие (1992)
- Евгений Рейн, Александр Харитонов. Нежносмо… (1992)
- Игорь Холин, Виктор Пивоваров. Воинрид (1993)
- Александр Еременко, Александр Смирнов. Горизонтальная страна (1994)
- Игорь Иртеньев, Андрей Бильжо. Империя добра (1994)
- Иосиф Бродский. Вертумн (1994)

В 2010 году работал над организованной таким же образом книгой поэта Игоря Губермана и художника Бориса Жутовского «Открытый текст», выпустил книгу воспоминаний Григория Дмитриевича Агеева «Ввиду отмены смертной казни». В 2011 году опубликовал в сборнике «Библиофильство и личные собрания» эссе «Пёстрые рассказы о собирателях и книгопродавцах», охарактеризованные Николаем Богомоловым как «увлекательные рассказы букиниста».